# Les Livres du Nord
 (septembre 2024).
Si vous disposez d'ouvrages ou d'articles de référence ou si vous connaissez des sites web de qualité traitant du thème abordé ici, merci de compléter l'article en donnant les références utiles à sa vérifiabilité et en les liant à la section « Notes et références ».
Les Livres du Nord (titre original : Books of the North) est un ensemble littéraire regroupant les trois premiers tomes du Cycle de la Compagnie noire, cycle de fantasy écrit par l'écrivain américain Glen Cook : La Compagnie noire, Le Château noir et La Rose blanche. 

## Résumé
Les Livres du Nord racontent les pérégrinations de la Compagnie noire à travers la plume de Toubib. L'histoire débute à Béryl où la Compagnie noire est engagée par un syndic. La ville sombrant dans le chaos et la folie, la compagnie traverse la mer à bord du bateau de Volesprit qui est un puissant mage au service de la Dame. À partir de là, de nombreuses déconvenues vont arriver, des rebondissements, des intrigues plus ou moins complexes qui viennent se greffer sur la trame principale avec un distillat de pensées philosophiques (des questionnements sur la morale notamment, sur le bien-fondé de certaines actions) tout au long de ces quelque 900 pages de lecture. Le troisième tome se termine sur une grande bataille dont l'issue incertaine bouleversera sûrement à jamais le destin des mercenaires de la Compagnie noire.